# التدخل الأجنبي في الحرب الأهلية السودانية (2023 إلى الوقت الحاضر)

## مقدمة/ خلفية:
في 15 أبريل 2023، اندلعت حرب أهلية في السودان بين فصيلتين رئيسيتين في الحكومة العسكرية، القوات المسلحة السودانية بقيادة عبد الفتاح البرهان وقوات الدعم السريع بقيادة أمير الحرب السابق الجنرال محمد حمدان دقلو. ووفقاً للأمم المتحدة، فقد أدى الصراع إلى دخول البلاد في "واحدة من أسوأ الكوابيس الإنسانية"، كما خلق أسوأ أزمة نزوح في العالم.
ومع تصاعد الحرب بين الجانبين، كانت الجهات الأجنبية تتدخل للسيطرة على ثروات السودان ومن أجل مصالحهم الشخصية طويلة المدى في البلاد. وقالت وكيلة الأمين العام للأمم المتحدة للشؤون السياسية وبناء السلام، روزماري آن ديكارلو، إن الحرب أثارت "أزمة ذات أبعاد أسطورية"، تغذيها بشكل رئيسي دعم الأسلحة من الجهات الفاعلة الأجنبية، التي كانت تنتهك عقوبات الأمم المتحدة.
في يونيو 2024، ذكر تقرير منظمة العفو الدولية، "أسلحة جديدة تغذي الصراع في السودان"، أن التدفق المستمر للأسلحة الأجنبية يغذي الحرب وينتهك حظر الأسلحة المفروض على دارفور. ووجدت المنظمة أن الأسلحة والذخيرة المصنعة أو المنقولة مؤخرًا يتم استيرادها بكميات كبيرة إلى السودان من الصين والإمارات العربية المتحدة وروسيا وتركيا. وقد أثرت إمدادات الأسلحة على الحرب من خلال التسبب في نزوح جماعي للمدنيين وأزمة إنسانية في السودان. كان كلا الجانبين المتحاربين يستخدمان أجهزة تشويش الطائرات بدون طيار المتقدمة المصنعة في الصين وقذائف الهاون والبنادق المضادة للمواد. إلى جانب ذلك، كانت قوات الدعم السريع تستخدم ناقلات الجنود المدرعة المصنعة حديثًا من الإمارات العربية المتحدة.
في سبتمبر/أيلول 2024، أصدرت هيومن رايتس ووتش تقريرًا بعنوان "تأجيج النيران"، زعمت فيه وجود أدلة موثوقة على جرائم الحرب الواسعة النطاق التي ارتكبتها القوات المسلحة السودانية وقوات الدعم السريع. وكشف التقرير أن الأطراف المتحاربة حصلت على أسلحة ومعدات عسكرية حديثة من دول أجنبية، بما في ذلك الإمارات العربية المتحدة وروسيا والصين وإيران وتركيا وصربيا. وقد عُثر على قوات الدعم السريع وهي تستخدم صواريخ كورنيت 9M133M الموجهة المضادة للدبابات، وطائرات بدون طيار هجومية أحادية الاتجاه، وطائرات بدون طيار تجارية مُجهزة لإسقاط ذخائر الهاون، وذخائر هاون صينية الصنع صُنعت في عام 2023، وأجهزة تشويش طائرات بدون طيار صينية الصنع، ونوع مجهول من طائرات بدون طيار هجومية تُسقط ذخائر حرارية صربية الصنع من طراز يوجو إمبورت عيار 120 ملم. كما كانت الجماعة المسلحة في حوزتها ذخائر يوجو إمبورت الصربية المصنعة في عام 2020، والتي حصلت عليها الإمارات العربية المتحدة في البداية. من ناحية أخرى، تمكنت القوات المسلحة السعودية من الاستيلاء على طائرات بدون طيار هجومية من طراز مهاجر 6 قدمتها إيران، وأجهزة تشويش طائرات بدون طيار صينية الصنع، وأسلحة نارية تركية الصنع، وطائرات بدون طيار تجارية معدلة لإسقاط ذخائر عيار 120 ملم.

## المشاركة الأجنبية

### مصر
في 16 أبريل 2023، زعمت قوات الدعم السريع أن قواتها في بورتسودان تعرضت لهجوم من طائرات أجنبية، وأصدرت تحذيرًا من أي تدخل أجنبي. ووفقاً لمحلل وكالة المخابرات المركزية السابق كاميرون هدسون، كانت الطائرات المقاتلة المصرية جزءاً من حملات القصف ضد قوات الدعم السريع، وتم نشر وحدات القوات الخاصة المصرية وهي تقدم الدعم الاستخباراتي والتكتيكي للقوات المسلحة السودانية. وقالت صحيفة وول ستريت جورنال إن مصر أرسلت طائرات مقاتلة وطيارين لدعم الجيش السوداني. في 17 أبريل، كشفت صور الأقمار الصناعية التي حصلت عليها The War Zone عن تدمير طائرة مقاتلة من طراز MiG-29M2 تابعة للقوات الجوية المصرية وتضرر أو تدمير طائرتين أخريين في قاعدة مروي الجوية. وكانت طائرة تابعة للقوات الجوية السودانية قويتشو JL-9 من بين الطائرات المدمرة. وبعد الارتباك الأولي، قبلت قوات الدعم السريع التفسير القائل بأن أفراد القتال والدعم المصريين كانوا يجرون تدريبات مع الجيش السوداني قبل اندلاع الأعمال العدائية.

### الأسرى المصريين
في 15 أبريل، زعمت قوات الدعم السريع، عبر تويتر، أنها أسرت جنودًا مصريين بالقرب من مروي،, وطائرة عسكرية تحمل شارات القوات الجوية المصرية. في البداية، لم يتم تقديم أي تفسير رسمي لوجود الجنود المصريين، في حين كان هناك تعاون عسكري بين مصر والسودان بسبب التوترات الدبلوماسية مع إثيوبيا. وفي وقت لاحق، ذكرت القوات المسلحة المصرية أن حوالي 200 من جنودها كانوا في السودان لإجراء تدريبات مع الجيش السوداني. وفي ذلك الوقت تقريبًا، أفادت التقارير أن القوات المسلحة السودانية حاصرت قوات الدعم السريع في قاعدة مروي الجوية. وعلى إثر ذلك، أعلنت القوات المسلحة المصرية أنها تتابع الموقف كإجراء احترازي لسلامة أفرادها. وذكرت قوات الدعم السريع في وقت لاحق أنها ستتعاون في إعادة الجنود إلى مصر. وفي 19 أبريل، ذكرت قوات الدعم السريع أنها نقلت الجنود إلى الخرطوم وستسلمهم عندما تسنح "الفرصة المناسبة". تم إطلاق سراح مائة وسبعة وسبعين من الأسرى المصريين وإعادتهم جواً إلى مصر على متن ثلاث طائرات عسكرية مصرية أقلعت من مطار الخرطوم في وقت لاحق من هذا اليوم. أما الجنود الـ 27 الباقون، وهم من القوات الجوية المصرية، فقد تم إيواؤهم في السفارة المصرية وتم إجلاؤهم فيما بعد.,

### الإمارات العربية المتحدة
نقل تقرير نشرته صحيفة وول ستريت جورنال في 10 أغسطس 2023 عن مسؤولين أوغنديين قولهم إن طائرة إماراتية أثناء توقفها في مطار عنتيبي في طريقها إلى مطار أمدجراس الدولي شرق تشاد تبين بعد تفتيشها أنها كانت تحمل عشرات الصناديق البلاستيكية الخضراء في حاوية شحن الطائرة وكانت مليئة بالذخيرة والبنادق الهجومية وغيرها من الأسلحة الصغيرة"، بدلاً من المواد الغذائية وغيرها من المساعدات المدرجة رسميًا في قائمة الطائرة المخصصة للاجئين السودانيين. على الرغم من اكتشاف الأمر، سُمح للطائرة بالإقلاع، وقال المسؤولون وقد تلقوا أوامر من رؤسائهم بعدم تفتيش أي طائرات أخرى من الإمارات العربية المتحدة، وقبل ذلك، كانت الإمارات العربية المتحدة متهمة منذ فترة طويلة بدعم قوات الدعم السريع، ونفت وزارة الخارجية الإماراتية في وقت لاحق هذه المزاعم، قائلة إن الدولة "لا تنحاز إلى أي طرف". في الصراع.
في سبتمبر 2023، ذكرت صحيفة نيويورك تايمز أن الإمارات أنشأت قاعدة في مطار أمجراس لدعم قوات الدعم السريع. وزعم مسؤولون من الولايات المتحدة ودول أوروبية وإفريقية أن الإمارات كانت تدير عملية سرية لدعم قوات الدعم السريع. ومنذ يونيو/حزيران، تم رصد طائرات شحن إماراتية تهبط في أمدجراس في تشاد، حيث تم استخدام مطار ومستشفى في العملية. بدأت هذه الرحلات الجوية فور حصول الرئيس التشادي إدريس ديبي على اتفاقية قرض بقيمة 1.5 مليار دولار من الإمارات العربية المتحدة. أصرت الإمارات على أن عمليتها كانت إنسانية بحتة، لكن المسؤولين ذكروا أنها تضمنت إمداد قوات الدعم السريع بأسلحة قوية وطائرات بدون طيار، وعلاج مقاتليها المصابين ونقل الحالات الخطيرة جواً إلى المستشفى العسكري. يقال إن العلاقة بين الإمارات العربية المتحدة وزعيم قوة الرد السريع تعود إلى عام 2018، عندما أرسل حميدتي مقاتلين إلى جنوب اليمن للقتال ضد الحوثيين. كما ادعى نائب قائد القوات المسلحة السودانية ياسر العطا أن الإمارات تستخدم أيضًا مطار نجامينا الدولي في تشاد ومطارًا آخر في جمهورية إفريقيا الوسطى لتسليم الأسلحة إلى قوات الدعم السريع. وعلى إثر هذه الادعاءات، اندلعت الاحتجاجات في بورتسودان في الأول من ديسمبر الأول للمطالبة بطرد سفير الإمارات، في حين أفادت التقارير أن البرهان ألغى مشاركته في قمة COP28 التي عقدت في دبي.
في 10 ديسمبر 2023، أمر السودان بطرد 15 دبلوماسياً إماراتياً من البلاد. ولم يتم تقديم أي سبب، لكنه جاء وسط تقارير تفيد بأن الإمارات العربية المتحدة كانت تقدم أسلحة لقوات الدعم السريع. في اليوم السابق، صدرت أوامر بطرد ثلاثة دبلوماسيين سودانيين من الإمارات بعد تصريحات أدلى بها نائب قائد القوات المسلحة السودانية ياسر العطا، اتهم خلالها الإمارات بدعم قوات الدعم السريع ووصف البلاد بأنها "دولة مافيا". انتقد مندوب السودان الدائم لدى الأمم المتحدة، الحارث إدريس، الإمارات في رسالة إلى مجلس الأمن الدولي. وزعم في الشكوى المؤلفة من 78 صفحة أن الإمارات خططت ودعمت حملات قوات الدعم السريع ضد القوات المسلحة السودانية، مضيفا أن الإمارات استخدمت تشاد لنقل الإمدادات العسكرية والمرتزقة عبر أراضيها. كما حثت الرسالة المجلس على اتخاذ الإجراءات اللازمة ودفع الإمارات إلى التوقف عن دعم قوات الدعم السريع.
في أبريل 2024، قالت الحكومة السودانية إن الإمارات أرسلت إمدادات جديدة إلى قوات الدعم السريع عبر الكاميرون وتشاد. قدم مندوب السودان لدى الأمم المتحدة، الحارث إدريس، طلبا لعقد اجتماع طارئ لمجلس الأمن الدولي لبحث تزويد الإمارات بالأسلحة لقوات الدعم السريع، قائلا إن ذلك “يجعل الإمارات شريكا في كل جرائمها”.
كشف تقرير في مايو 2024 أن قوات الدعم السريع تحصل على أسلحة من الإمارات عبر شبكات في ليبيا وتشاد وجمهورية إفريقيا الوسطى وجنوب السودان وأوغندا وخليفة حفتر ومجموعة فاغنر. كانت قوات الدعم السريع تنفذ عملياتها التجارية والمالية واللوجستية والعلاقات العامة من الإمارات. علاوة على ذلك، يقال إن حميدتي سافر إلى عدد قليل من الدول الأفريقية على متن طائرة إماراتية تابعة لشركة تابعة لأحد أفراد العائلة المالكة الإماراتية ومستشار محمد بن زايد. في السودان، تهتم الإمارات بالذهب، وتخطط أيضًا لبناء موانئ على طول ساحل البحر الأحمر السوداني. دعا أعضاء الكونجرس الديمقراطي الأمريكي الإمارات العربية المتحدة إلى التوقف عن دعم قوات الدعم السريع، محذرين من أن “أزمة ذات أبعاد أسطورية تختمر” في رسالة إلى وزير الخارجية عبد الله بن زايد آل نهيان أعربت فيها عن “القلق البالغ بشأن إمدادات الأسلحة من قبل الإمارات”. الإمارات إلى قوات الدعم السريع., كما دعت المملكة المتحدة الإمارات العربية المتحدة إلى إنهاء دعمها لقوات الدعم السريع، وبعد ذلك ألغت الإمارات اجتماعات وزارية متعددة مع مسؤولين بريطانيين.
في 11 أكتوبر/تشرين الأول 2024، كتبت السودان رسالة إلى مجلس الأمن الدولي، تدعو إلى اتخاذ إجراءات عاجلة ضد "الأنشطة العدوانية المستمرة" التي تقوم بها الإمارات العربية المتحدة. واحتوت الرسالة على أدلة جديدة على قيام الإمارات العربية المتحدة بتقديم الدعم العسكري والمالي واللوجستي لقوات الدعم السريع. كما تضمنت صورًا لصناديق ذخيرة مدفعية، فضلاً عن شاحنات مقرها دبي تستخدم لنقل الأسلحة والذخيرة، والتي استولت عليها القوات المسلحة السودانية لاحقًا. وزعمت السودان أن الإمارات العربية المتحدة استأجرت مرتزقة للقتال لصالح قوات الدعم السريع، وقدمت أدلة تشير إلى أن مقاتلي الميليشيا تلقوا العلاج الطبي في مستشفى زايد العسكري في أبو ظبي. وحثت الرسالة مجلس الأمن على إدانة الإمارات العربية المتحدة وتحميلها المسؤولية عن تورطها في الصراع، زاعمة أن تصرفات الإمارات العربية المتحدة تتعارض مع القانون الدولي ونظام الأمم المتحدة.
في 14 أكتوبر/تشرين الأول 2024، رفضت السودان مزاعم الإمارات بشأن هجوم الطائرة، زاعمة أنها ستلجأ إلى القانون الدولي لاتخاذ إجراءات قانونية ضد الإمارات وإجبارها على التعويض عن الأضرار الناجمة عن دعمها الطويل الأمد لقوات الدعم السريع. وقال وزير الخارجية حسين عوض إن السودان قدم بالفعل مذكرات إلى المحكمة الجنائية الدولية ومحكمة العدل الدولية. ووصفت مزاعم الإمارات بأنها "لا أساس لها من الصحة"، في أعقاب لقطات من اليوم التالي للقصف والتي أظهرت المبنى سليما. وزعم السودان أن أكاذيب الإمارات كانت بسبب الإحباط من التقارير التي تتحدث عن دعمها المباشر لقوات الدعم السريع.
في تقرير صدر في سبتمبر 2024، زعمت صحيفة نيويورك تايمز أن الإمارات العربية المتحدة تنفذ "لعبة مزدوجة مميتة" في السودان. وزعم التقرير أنه من ناحية، قالت الدولة الخليجية إنها تدير جهدًا إنسانيًا وتقدم مساعدات دولية للشعب السوداني. ومع ذلك، من ناحية أخرى، كانت الإمارات توسع حملة سرية، كانت بموجبها تقدم الأسلحة والمال وحتى الطائرات بدون طيار لقوات الدعم السريع. ووفقًا لصور الأقمار الصناعية والمسؤولين الأميركيين، كانت الإمارات العربية المتحدة تدير عملية سرية لتزويد قوات الدعم السريع بالأسلحة وتسيير طائرات بدون طيار إلى السودان تحت ستار الهلال الأحمر. وقد قامت صحيفة نيويورك تايمز بتحليل صور الأقمار الصناعية وسجلات الرحلات الجوية، واستنادًا إلى ذلك خلصت إلى أن الإمارات العربية المتحدة روجت لعملية إنسانية وأنشأت نظام طائرات بدون طيار في وقت واحد. وقال المسؤولون أيضًا إن دور الإمارات العربية المتحدة كان مهمًا بشكل خاص في التعهد علنًا بالسلام والتحريض على الصراع سراً. 

### الجيش الوطني الليبي
في 18 أبريل، ادعى جنرال في القوات المسلحة السودانية أن دولتين مجاورتين لم يذكر اسمهما تحاولان تقديم المساعدة لقوات الدعم السريع. وفقًا لصحيفة وول ستريت جورنال، أرسل أمير الحرب الليبي خليفة حفتر، المدعوم من الإمارات العربية المتحدة ومجموعة فاغنر الروسية شبه العسكرية، طائرة واحدة على الأقل لنقل الإمدادات العسكرية إلى قوات الدعم السريع. وذكرت صحيفة الأوبزرفر أن "حفتر" ساعد في إعداد قوات الدعم السريع لعدة أشهر قبل اندلاع الصراع. ونفى الجيش الوطني الليبي، الذي يقوده "حفتر"، تقديم الدعم لأي جماعات متحاربة في السودان وقال إنه مستعد للعب دور وساطة.

### روسيا
قبل النزاع، كانت الإمارات العربية المتحدة ومجموعة فاغنر متورطتين في صفقات تجارية مع قوات الدعم السريع., وفقًا لشبكة CNN، قامت شركة فاغنر بتزويد قوات الدعم السريع بصواريخ أرض جو، حيث التقطت العناصر من سوريا وسلمت بعضها بالطائرة إلى القواعد التي يسيطر عليها حفتر في ليبيا ليتم تسليمها بعد ذلك إلى قوات الدعم السريع، بينما قامت بإسقاط العناصر الأخرى مباشرة إلى قوات الدعم السريع. مواقع قوات الدعم السريع في شمال غرب السودان. وقال مسؤولون أمريكيون إن فاغنر تعرض توريد أسلحة إضافية لقوات الدعم السريع من مخزونها الحالي في جمهورية أفريقيا الوسطى. وفي 6 سبتمبر، أفادت التقارير أن فاغنر نشرت قافلة تضم أكثر من 100 مركبة تحمل أسلحة إلى حامية قوات الدعم السريع في الزروق من تشاد. كما اتهم نائب قائد القوات المسلحة السودانية الفريق ياسر العطا مجموعة فاغنر بجلب مرتزقة من تشاد ومالي والنيجر وجمهورية أفريقيا الوسطى وبوركينا فاسو وجنوب السودان وإثيوبيا وليبيا للقتال إلى جانب قوات الدعم السريع.
ردا على هذه الاتهامات، دافع وزير الخارجية الروسي سيرغي لافروف عن احتمال تورط مجموعة فاغنر، قائلا إن للسودان الحق في استخدام خدماتها. ونفى رئيس مجموعة فاغنر، يفغيني بريغوجين، دعم قوات الدعم السريع، قائلا إن الشركة ليس لها وجود في السودان منذ أكثر من عامين. ونفت قوات الدعم السريع المزاعم القائلة بأن مجموعة فاغنر كانت تدعمها، وذكرت بدلاً من ذلك أن القوات المسلحة السودانية كانت تسعى للحصول على هذا الدعم., ونفى السودان وجود فاغنر على أراضيه.,
في 1 يونيو 2024 ، أكد سفير السودان في روسيا استعداد بلاده للسماح ببناء قاعدة بحرية روسية على البحر الأحمر.